# 만세등봉
만세등봉(萬歲登封, 696년 납월 ~ 3월)은 무주(武周) 성신제(聖神帝) 측천무후(則天武后) 무조(武曌)의 일곱번째 연호이다. 약 4개월 동안 사용하였다. 

## 개원
- 천책만세(天冊萬歲) 2년 납월(臘月) 11일[1](696년 1월 20일)에 연호를 만세등봉(萬歲登封)으로 개원함.[2][3][4][5]

- 만세등봉(萬歲登封) 원년 3월 16일[6](696년 4월 22일)에 연호를 만세통천(萬歲通天)으로 개원함.[2][3][4][5]

## 연대대조표
| 만세등봉 | 서기(西紀)              | 간지(干支) |
| 원년     | 695년 11월 ~ 696년 10월 | 병신(丙申) |

## 삭일(1일)
| 만세등봉 원년 (696년) | 삭일 (음력) | 율리우스력      |
| 정월 (11월)           | 을사 (乙巳) | 695년 12월 12일 |
| 납월 (12월)           | 갑술 (甲戌) | 696년 1월 10일  |
| 1월                   | 갑진 (甲辰) | 2월 9일         |
| 2월                   | 계유 (癸酉) | 3월 9일         |
| 3월                   | 임인 (壬寅) | 4월 7일         |
| 4월                   | 임신 (壬申) | 5월 7일         |
| 5월                   | 신축 (辛丑) | 6월 5일         |
| 6월                   | 신미 (辛未) | 7월 5일         |
| 7월                   | 신축 (辛丑) | 8월 4일         |
| 8월                   | 경오 (庚午) | 9월 2일         |
| 9월                   | 경자 (庚子) | 10월 2일        |
| 10월                  | 경오 (庚午) | 11월 1일        |

## 같이 보기
- 중국의 연호 목록